# クリシューマ
クリシューマ（ポルトガル語: Criciúma）は、ブラジル・サンタカタリーナ州の都市。州都フロリアノーポリスからは南に180km、サンパウロからは南に900kmほどの地に位置する。建材産業都市として著名であり、ブラジル国内では最大、世界でも2番目の規模である。

## 概要
1880年1月6日にイタリアからの移民によって設立された。面積は235平方キロメートル、人口は20万人超。大西洋からは直線距離で24kmほど内陸にあり、内陸の山地からは40kmほど離れている。石炭やタイルの生産ではブラジルで一位である他、プラスチックやジーンズ、化学産業も盛んである。

## スポーツ
サッカークラブのクリシューマECが著名であり、1991年にコパ・ド・ブラジルを制覇した実績がある。

## 交通
隣接するフォルキリーニャにディオミシオ・フレイタス空港が存在する。

## 出身人物
- ミルトン・メンデス: 元柏レイソル監督
- パウロ・ロベルト・ローシャ: 元トヨタ自動車工業サッカー部。クリシューマの名で知られる。